# IC9
O IC 9 é um Itinerário Complementar de Portugal, que liga Nazaré com Tomar numa extensão de 104 km, passando pelas cidades de Alcobaça e Ourém. É uma ligação entre o litoral e o interior da Região Centro, passando pelas sub-regiões do Oeste, Região de Leiria e Médio Tejo.
Planeado, o IC 9 deve ligar Nazaré a Ponte de Sor numa extensão total aproximada de 104 km, mas por causa da crise económica em 2011, as obras foram suspensas. Só os troços entre Nazaré e a N 1 e entre Porto de Mós e Tomar, ligando ao   IC 3 , estão concluídos.
À parte dos troços já referidos existe ainda um outro troço do IC 9 não construído que não deverá ficar directamente ligado aos restantes. Trata-se do troço entre Abrantes e Ponte de Sôr, de 35 km, que se encontra suspenso, visto a concessão Ribatejo, onde estava integrado, ter sido suspensa no início de 2010. A ligação entre Tomar e Abrantes não deverá ser executada devido à complexidade da obra, que teria que atravessar em viaduto a Barragem de Castelo de Bode.
O perfil transversal tipo do IC 9 será globalmente de 2+2 vias nos nós de ligação e de 1+1 nos restantes lanços, sendo acrescentada uma via para ultrapassagem nas zonas de elevada inclinação. O troço já construído conta ainda com cerca de 5 km em perfil de auto-estrada.

## Estado dos Troços
| Troço                                       | Situação                                                                                               | km   |
| ------------------------------------------- | --- | ---- |
| Nazaré - São Vicente de Aljubarrota ( N 1 ) | Em serviço (04/2012) (Concessão: Litoral Oeste)                                                        | 17,1 |
| Porto de Mós ( N 1 ) - Fátima               | Em serviço (04/2012) (Concessão: Litoral Oeste)                                                        | 19,6 |
| Fátima - Alburitel                          | Em serviço (04/2012) (Concessão: Litoral Oeste)                                                        | 20,0 |
| Alburitel - Carregueiros                    | Em serviço (10/2009) (Concessão: Litoral Oeste)                                                        | 4,3  |
| Carregueiros - Tomar ( IC 3 )               | Em serviço (05/2008) (Concessão: Litoral Oeste)                                                        | 8,5  |
| Abrantes - Ponte de Sôr                     | Adjudicação do projeto suspensa devido à crise económica Estudos concluídos e validados ambientalmente | 34,6 |

## Traçado
1. Relatório do Projecto de Execução do IC 9 - EN 1 / Fátima / Alburitel:
2. Resumo Não-Técnico do Estudo de Impacto Ambiental do IC 9 - Abrantes / Ponte de Sôr

## Nós de Ligação

### Nazaré - Tomar
| Saída              | km | Destinos                                         | Estrada que liga |
| ------------------ | -- | ------------------------------------------------ | ---------------- |
|                    | 0  | Nazaré                                           | N 242            |
| 1                  | 9  | Valado dos Frades Lisboa Leiria                  | N 8-5 A 8        |
| 2                  | 11 | Maiorga                                          |                  |
| 3                  | 13 | Alcobaça                                         | N 8              |
| 4                  | 18 | Rio Maior Lisboa Batalha                         | IC2              |
| Troço comum ao IC2 |    |                                                  |                  |
|                    | 18 | Leiria (sul) Batalha (sul) Alcobaça Lisboa       | A 19 ( 1) IC2    |
| 5                  | 20 | Porto de Mós                                     |                  |
| 6                  | 26 | Reguengo do Fetal Batalha (este)                 | R 356            |
| 7                  | 37 | Fátima Santuário                                 | R 357            |
| 8                  | 40 | Ourém (oeste) Leiria (este)                      | N 113            |
|                    | 42 | Área de Serviço                                  |                  |
| 9                  | 46 | Ourém (norte) Caxarias                           | R 349            |
| 10                 | 53 | Alburitel                                        | N 113            |
| 11                 | 57 | Vale dos Ovos                                    | N 113            |
| 12                 | 61 | Tomar (oeste) Carregueiros                       | N 113            |
| 13                 | 66 | Tomar (norte)                                    | N 110            |
| 14                 | 68 | Coimbra / F. Zêzere Entroncamento / Tomar (este) | A13 ( 19)        |